# طليع حمدان
طليع نجيب حمدان (19 يناير 1944- ) شاعر لبناني يعرف بأبو شادي ويلقب بشاعر المنبرين، يعتبر أحد أبرز شعراء المنبر الزجلي. غنى بمواضيع مختلفة منها للمغتربين وأخرى للشعب الفلسطيني ونظم العديد من القصائد التي غناها بعض النجوم والفنانين العرب.

## حياته
ولد طليع في قرية عين عنوب الواقعة في قضاء عالية في 19 يناير عام 1944. كان والده نجيب حمدان يعمل مزارعًا، أما والدته فاطيني يحيى فكانت ربّة منزل، ترعرع في كنف عائلة مؤلفة من 11 ولدًا.
تأثّر بأجواء قريته عين عنوب، المشهورة بعيون الماء البالغ عددها عدد أيام السنة (366)، واشتهرت أيضًا بالشعراء أمثال الياس حرب، جميل شجاع، شفيق شجاع، جورج حرب وغيرهم، وهكذا وجد طليع نفسه منذ الصغر في بيئة غنيّة جماليًا وشعريًّا، فالأعراس في عين عنوب كانت تحييها جوقات الزجل. وكانت ردّات القرادي تتدفق في المناسبات.
كتب أجمل الأبيات الشعرية وبدأ يردّدها في حفلات منتزه القرية على ضوء القنديل مع الشاعرين سعيد وجورج حرب. كما اختزنت ذاكرته باكرًا ردّات الشاعرين الزجليين شحرور الوادي وعلي الحاج.
تلقى علومه الإبتدائية في مدرسة عين عنوب الرسمية، وكان في الربيع يتخلّف عن المدرسة ليتابع حفلات شحرور الوادي بأكملها، وهكذا أخذه عالم الشعر والزجل عن متابعة دراسته على الرغم من نصائح والده، وبدأت ملامح مستقبله الشعري تنبثق مع فجر باكورة حفلاته التي أحياها مع الشاعر زين شعيب، الذي سمعه يغني في إحدى حفلات القرية وأعجب بصوته. كانت تلك الحفلة عبارة عن مبارزة بين الرجلين في كازينو خلدة على شاطئ البحر العام 1964. وهكذا برز اسم طليع حمدان في عالم الشعر والزجل، وبدأ مشوار الألف ميل العام 1965، مع الشاعر الزجلي زغلول الدامور الذي سمعه في تلك الحفلة، فاتفقا على العمل سوّيًا في جوقة الأخير (جوقة زغلول الدامور) التي كانت تضمّ أيضًا الشاعرين زين شعيب وإدوار حرب.
أحيت هذه الجوقة الحفلات اليومية في جميع المناطق اللبنانية، وكان يحضرها الآلاف من محبي الزجل ووصلت إلى العالمية، بحيث أحيت الحفلات الزجلية في (الولايات المتحدة الأميركية، البرازيل، الأرجنتين، كندا، البرازيل، أستراليا) وفي البلاد العربية (الكويت، دبي وقطر)، حاملة إلى اللبنانيين الشوق، الحنين، العادات والتقاليد اللبنانية.
بسبب اندلاع الحرب العام 1975، توقّفت الجوقة عن إحياء الحفلات التي كان آخرها في مدينة أوتاوا في كندا، وودّع أعضاؤها بعضهم بعضًا هناك، وفي العام التالي (عام 1976) أنشأ طليع حمدان جوقته الخاصة (جوقة الربيع) والمؤلفة من الشعراء: طليع حمدان، خليل شحرور، أنطوان سعادة ونزيه صعب.
أحيت الجوقة الحفلات الزجلية الرائعة في مختلف المناطق اللبنانية وفي دول مثل كندا، أميركا، أستراليا والخليج العربي، كذلك كانت لحمدان حفلات تحدٍّ مع كل من الشعراء جرجس البستاني (في البترون)، موسى زغيب (في عين سعادة وفي عمان – الأردن)، وأسعد سعيد (في كفرحيم)، سيّد محمد المصطفى (في الغازية، بتاتر وخلدة) وزين شعيب وزغلول الدامور ( في بيت الدين).
ولا زالت (جوقة الربيع) تحيي الحفلات في لبنان وخارجه، وهي تضمّ اليوم إلى جانب طليع حمدان الشعراء: فيكتور ميرزا، نديم شعيب ومازن غنّام.

## أعماله
له عدة مؤلفات ودوواين شعر منها:
- براعم ورد ( 1990).
- «جداول عطر»(1995).
- «ليل وقمر» (1999).
- «انطريني أنا جايي» (2011).
- «إفتتاحيات طليع حمدان» صدر في ربيع العام (2014).

## جوائز
تقديرًا لعطاءته الشعرية حاز طليع عدة دروع وأوسمة منها:
- وسام الأرز من الرئيس إميل لحود (2001).
- درع تقديري من الرئيس رفيق الحريري (2002).
- درع من الجامعة الثقافية في العالم سيدني – أستراليا ( 2007).
- ميدالية كمال جنبلاط، تقدمة المكتبة الوطنية – بعقلين (2013).

## حياته الخاصة
في عام 1959 تزوّج من سلوى عيد، ولهما أربعة أولاد هم شادي، زينة، سحر، وخزام.